# 大泉生協病院
大泉生協病院（おおいずみせいきょうびょういん）は、東京保健生活協同組合が東京都練馬区東大泉に設置する病院。

## 概要
救急告示病院であり、急性期一般病床47床・地域包括ケア病床47床を備える。東京都災害拠点連携病院に指定されている。

## 沿革
- 1951年 - 鬼子母神診療所開設（豊島区）
- 1959年 - 鬼子母神診療所を病院化、鬼子母神病院となる
- 1994年 - 大泉学園診療所開設（練馬区）
- 2002年 - 鬼子母神病院の病床を移転し、大泉生協病院開設（その後大泉学園診療所は廃止され、後に 石神井ボート池前診療所として改めて開設）
- 2007年 - 第5次中期構想を確定、大泉生協病院の増改築を決定
- 2008年 - 増改築工事終了
- 2015年 - 石神井ボート池前診療所閉院
- 2015年 - 地域包括ケア病棟稼働

## 標榜診療科
(この節の出典)
- 内科
- 消化器内科
- 循環器内科
- 呼吸器内科
- 神経内科
- 糖尿病内分泌内科
- リハビリテーション科
- 外科
- 整形外科
- 小児科
- 精神科
- 眼科
- 皮膚科
- 泌尿器科
- 歯科

## 医療機関の認定
(この節の出典)
- 保険医療機関
- 労災保険指定医療機関
- 生活保護法指定医療機関
- 公害医療機関
- 難病の患者に対する医療等に関する法律に基づく指定医療機関
- 原子爆弾被害者一般疾病医療取扱医療機関
- 精神保健指定医の配置されている医療機関
- 指定自立支援医療機関（精神通院医療）
- 身体障害者福祉法指定医の配置されている医療機関
- 難病の患者に対する医療等に関する法律に基づく指定医の配置されている医療機関
- 在宅療養支援病院
- 無料低額診療事業実施医療機関

## 差額ベッド代について
病院の理念により、差額ベッド料（個室料）を徴収していない。

## 交通アクセス
- 西武池袋線「大泉学園駅」より徒歩15分
  - 西武バス吉祥寺駅行き乗車、「第５上石神井住宅」停留所より徒歩３分
  - 西武バス阿佐ヶ谷駅行き乗車、「第５上石神井住宅バス」停留所より徒歩３分
- 西武新宿線「上石神井駅」下車、
  - 西武バス大泉学園駅南口行き乗車、「第５上石神井住宅前」停留所より徒歩３分